# Puya ramosissima
Puya ramosissima là một loài thực vật có hoa trong họ Bromeliaceae. Loài này được ined. miêu tả khoa học đầu tiên.